# Ingo Abel
Ingo Abel (* 16. Dezember 1966 in Hannover) ist ein deutscher Schauspieler und Sprecher.

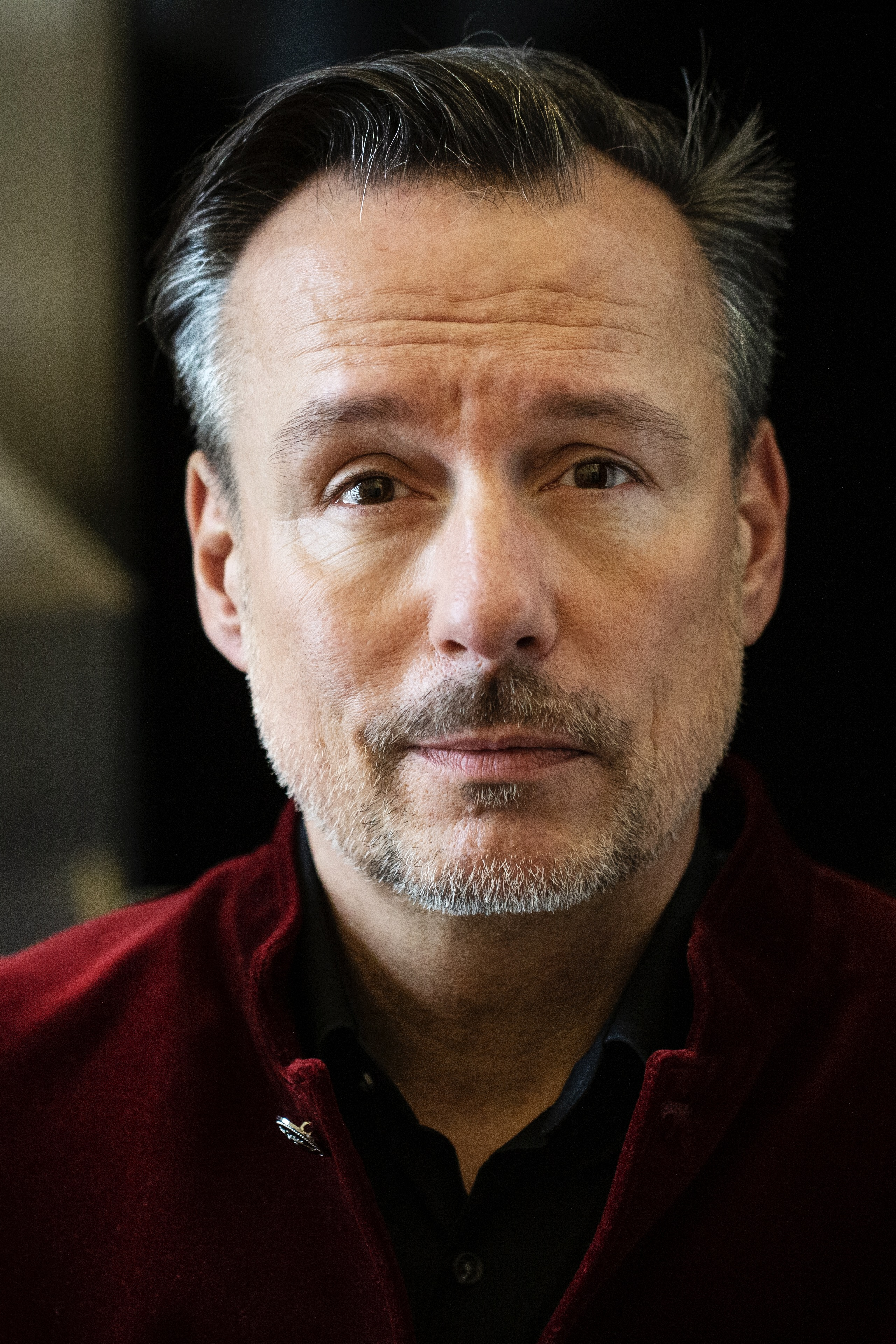
Ingo Abel (2023)

## Leben
Abel wuchs in Hannover auf und spielte dort bereits als Kind am Staatstheater in klassischen Stücken. Nach dem Abitur absolvierte er von 1989 bis 1992 an der Stage School Hamburg eine Musical- und Schauspielausbildung. Er begann als Off-Sprecher für Werbung und Fernsehen zu arbeiten, was schon bald ein beruflicher Schwerpunkt wurde.
Bekannt ist Abels Stimme vor allem aus der Sendung Bravo TV und den Beiträgen von Spiegel TV. Er ist häufig als Kommentarstimme in Reportagen und Dokusoaps  wie Die Schnäppchenhäuser, Armes Deutschland – Stempeln oder abrackern?, Wohnen nach Wunsch zu hören. Seit 2009 ist Abel die Station-Voice von Antenne MV. Daneben hat er Rollen in Hörspielen übernommen und mehrere Hörbücher eingesprochen. Für seine Lesung von Henry Millers Das Lächeln am Fuße der Leiter war er 2002 für den Hörkules nominiert.
Als Fernsehschauspieler spielt Ingo Abel seit 1992 immer wieder Haupt- und Nebenrollen in Serien wie Alphateam, Die Rettungsflieger, Großstadtrevier, Notruf Hafenkante (Folge Angst aus dem Jahr 2008) oder Der Landarzt sowie in dem Dokudrama  Die Hälfte der Welt gehört uns – Als Frauen das Wahlrecht erkämpften. 2020 spielte er eine durchgehende Rolle als Anwalt Simon Thielke in der RTL-Serie Alles was zählt.

## Filmografie (Auswahl)
- 2016: Die Pfefferkörner (Fernsehserie, Folge Kredithaie)
- 2017: Großstadtrevier (Fernsehserie, Folge Ausnahmezustand)
- 2018: Hubert ohne Staller (Fernsehserie, Folge Puppenmord)
- 2019: Alarm für Cobra 11 – Die Autobahnpolizei (Fernsehserie, Folge Happy Birthday)
- 2019: Die Rosenheim-Cops (Fernsehserie, Folge Ein Haus für alle Fälle)
- 2020: Großstadtrevier (Fernsehserie, Folge Nina undercover)
- 2020: Die Kanzlei (Fernsehserie, Folge Schräglage)
- 2020: Alles was zählt (Fernsehserie, 21 Folgen)
- 2020: Katie Fforde – Emmas Geheimnis (Fernsehreihe)
- 2021: Alice im Weihnachtsland (Fernsehfilm)
- 2022: Friesland – Prima Klima (Fernsehreihe)
- 2023: Die Pfefferkörner (Fernsehserie, Folge Die Kakao-Krake)
- 2024: WaPo Bodensee (Fernsehserie, Folge Irrwege)
- 2025: Unter anderen Umständen: Die einzige Zeugin (Fernsehfilm)